# Layla Jade
Layla Jade (Torquay, 1 de outubro de 1980) é uma ex-atriz pornográfica, produtora e diretora britânica.

## Prêmios e indicações
- 2001: AVN Award (nomeada) Best All-Girl Sex Scene, Violation of Bridgette Kerkove avec Bridgette Kerkove, Coral Sands, Daisy Chain, Gwen Summers, Candy Apples & Vivi Anne
- 2001: AVN Award (nomeada) – Best Anal Sex Scene, Video – Max Extreme 11 (com Max Hardcore)[1]